# ماري ماكدويل
ماري تي ماكدويل (بالإنجليزية:Mary T. McDowell) (ولدت عام 1964) هي مديرة تنفيذية أمريكية للتكنولوجيا ومديرة تنفيذية لشركة Mitel، وهي مزود اتصالات أعمال عالمي. قبل ذلك، عملت ماكدويل كمدير تنفيذي لشركة Polycom من عام 2016 حتى بيعها لشركة Plantronics في عام 2018. أثناء عملها في Polycom ، قادت محوراً استراتيجياً لفتح الأنظمة البيئية واشترت Obihai لتقوية منتجات الشركة الهاتفية والسحابة. تعمل في مجالس إدارة أوتودسك و Informa plc.
في نوكيا، كانت مسؤولة عن قسم الهاتف المحمول وأشرفت على طرح هواتف نوكيا آشا المميزة، Nokia Life Tools، و Nokia Money.
قبل نوكيا، عملت في كومباك / هوليت-باكارد من 1986 إلى 2003، حيث كانت في وقت ما مسؤولة عن قسم الخوادم. في عام 2012، تم وصفها بأنها واحدة من عشرة «أفراد مدمرين» يعيدون تشكيل صناعة الهاتف المحمول.
في عام 2018، تم الاعتراف بها كواحدة من أفضل 10 نساء في مجال الاتصالات. تخرجت من كلية الهندسة بجامعة إلينوي.

## الحياة الشخصية
زوج ماكدويل هو كيفن لونجينو، الرئيس التنفيذي لمؤسسة الكلى الوطنية.